# سامسونگ اس‌جی‌اچ-یو۶۰۰
سامسونگ اس‌جی‌اچ-یو۶۰۰ یک‌نمونه از گوشی‌های تلفن همراه سری U شرکت سامسونگ می‌باشد  که توسط همین شرکت به بازار عرضه شده‌است.